# Premio Morgan
El Premio Morgan creado en 1995, se otorgará a un estudiante de licenciatura (o estudiantes que han presentado el trabajo conjunto) de investigación sobresaliente en matemáticas. Es totalmente dotado por Brennie y Frank Morgan. Cualquier estudiante que es un estudiante en un colegio o universidad en Canadá, México o los Estados Unidos o sus posesiones es elegible para ser considerados para este premio de 1.200 dólares, que se concede anualmente. El premio se entrega en forma conjunta por la Sociedad Estadounidense de Matemática y la Sociedad de Desarrollo Industrial y Matemática Aplicada.

## Ganadores
- 1995: Kannan Soundararajan
- 1996: Manjul Bhargava
- 1997: Jade Vinson
- 1998: Daniel Biss
- 1999: Sean McLaughlin
- 2000: Jacob Lurie
- 2001: Ciprian Manolescu
- 2002: Joshua Greene
- 2003: Melanie Wood
- 2004: Reid W. Barton
- 2005: Jacob Fox
- 2007: Daniel Kane
- 2008: Nathan Kaplan
- 2009: Aaron Pixton
- 2010: Scott Duke Kominers
- 2011: Maria Monks

Más información en la fuente